# 蒂约勒达姆阿涅斯
蒂约勒达姆阿涅斯（法語：Tilleul-Dame-Agnès，法語發音：[tijœl dam aɲɛs]）是法国厄尔省的一个市镇，属于贝尔奈区。该市镇总面积5.12平方公里，2009年时的人口为227人。

## 人口
蒂约勒达姆阿涅斯人口变化图示